# 브래들역

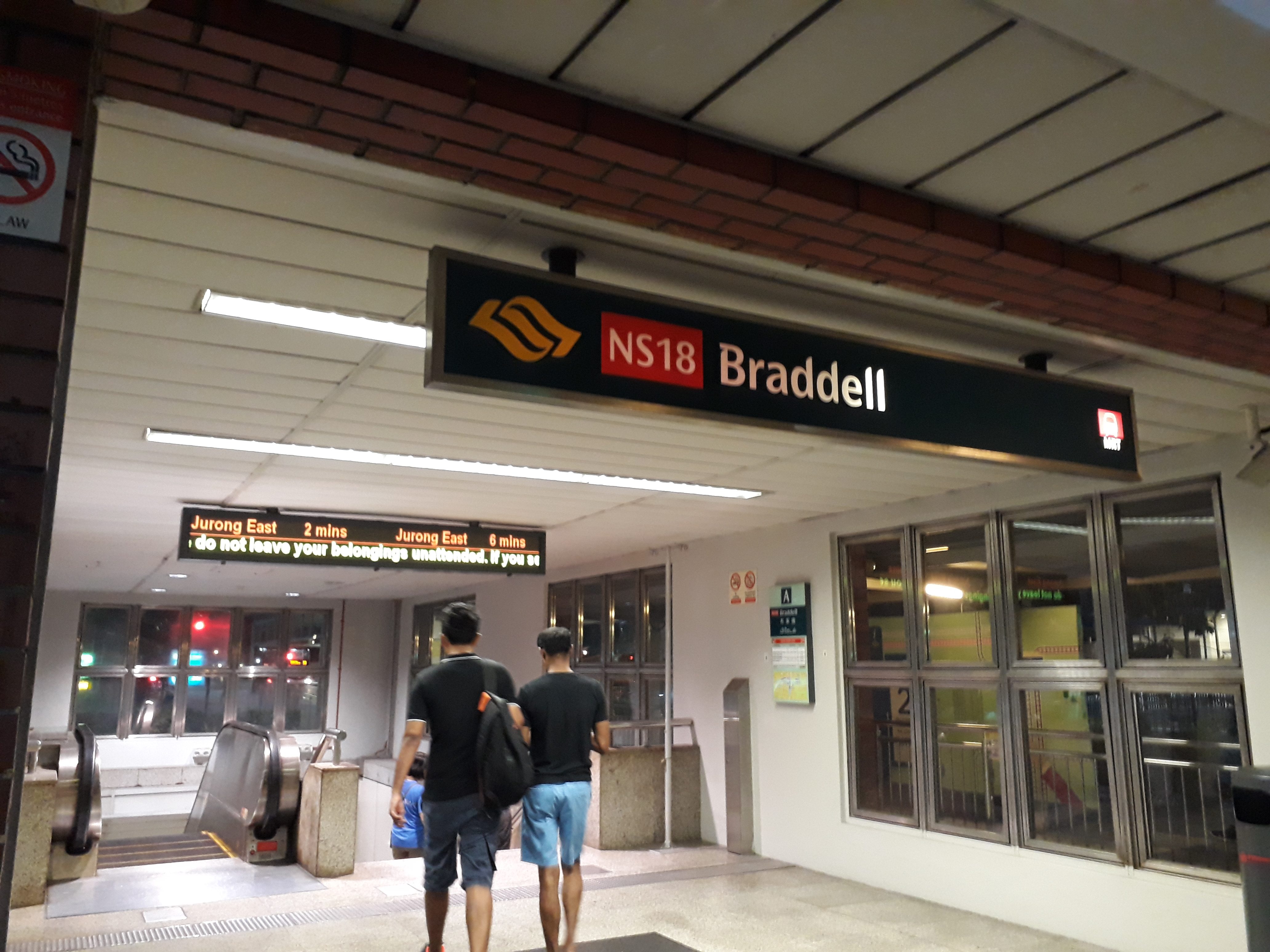

브래들역(Braddell MRT station)은 싱가포르 토아 파요(Toa Payoh)의 노스사우스선(North South Line, NSL)에 위치한 지하철 MRT(Mass Rapid Transit) 역이다. NSL의 다른 역(캔버라역 제외)과 달리 이 역에는 엔지니어링 제약으로 인해 측면 승강장이 있다. 로롱 1 토아 파요와 로롱 2 토아 파요의 교통 교차점 아래에 위치한 브래들역은 주로 토아 파요 뉴 타운 북부 지역의 부지에 서비스를 제공한다.
1987년 11월 7일에 개장한 브래들역은 해당 네트워크에 있는 최초의 MRT 역 5개 중 하나이다.